# No Class
No Class (la locuzione letteralmente sta per Non classificabile e viene usata nel senso di Eliminato dalla lista) è una canzone della band heavy metal Motörhead pubblicata come singolo nel 1979.

## Descrizione
È stato pubblicato in vinile 7" ed è tratto dal loro album Overkill, dello stesso anno.
Esso è uscito con tre diverse copertine, raffiguranti ognuna un membro della band di allora; Lemmy Kilmister, Eddie Clarke e Phil Taylor.
I riff principali di questa canzone ricordano il famoso brano degli ZZ Top Tush.
Il singolo contiene come lato b la traccia Like a Nightmare, apparsa solo nelle riedizioni dell'album.
Nel settembre del 1982, i Motörhead, intervistati da Richard Skinner nello show di BBC Radio 1 "Saturday Live' show", si esibirono con le canzoni Stand By Your Man (cover di Tammy Wynette, No Class e Go To Hell.
Il gruppo punk Plasmatics, della cantante Wendy O. Williams, ha realizzato una reinterpretazione di No Class nel 1982 per il loro album Coup d'État e per l'EP Stand by Your Man. Dal 1999 il brano ufficialmente è stato permanentemente dedicato alla cantante morta suicida e grande amica di Lemmy, Wendy O. Williams.

## Tracce
1. "No Class" (Clarke, Kilmister, Taylor)
2. "Like A Nightmare" (Kilmister, Clarke, Taylor)

## Formazione
- Lemmy Kilmister: basso, voce
- "Fast" Eddie Clarke: chitarra
- Phil "Philty Animal" Taylor: batteria